# Jean-Pierre Blanc
Jean-Pierre Blanc (Charenton-le-Pont, 23 aprile 1942 – Saint-Cloud, 21 maggio 2004) è stato un regista e sceneggiatore francese.

## Biografia
Con il suo film La tardona ha vinto nel 1972 l'Orso d'argento per il miglior regista.

## Filmografia parziale
- La tardona (La vieille fille) (1972)
- Un ange au paradis (1973)
- D'amour et d'eau fraîche (1976)
- Le devoir de français (1978) film per la televisione
- Interno familiare (L'esprit de famille) (1979)
- Joseph Conrad (1991) miniserie televisiva
- Caravane - film tv (1993)